# Grow (chanson de Jeangu Macrooy)
Chansons représentant les Pays-Bas au Concours Eurovision de la chanson
Arcade
(2019) Birth of a New Age
(2021)

Grow est un single du chanteur surinamais Jeangu Macrooy sorti le 4 mars 2020. La chanson devait représenter les Pays-Bas au Concours Eurovision de la chanson 2020 à Rotterdam.

## Concours Eurovision de la Chanson
La chanson devait représenter les Pays-Bas au Concours Eurovision de la chanson 2020. La chanson, sélectionnée en interne par le diffuseur AVROTROS, est présentée au public le 4 mars 2020. Les Pays-Bas étant le pays hôte de l'édition, la chanson aurait été automatiquement qualifiée pour la finale et aurait été la 23e chanson de la soirée.
Cependant, le 18 mars 2020, l'Union européenne de radio-télévision annonce l'annulation du concours, en raison de la pandémie de Covid-19.

## Classements hebdomadaires
| Classement (2020)               | Meilleure position |
| ------------------------------- | ------------------ |
| Belgique (Flandre Ultratip 100) | Tip                |
| Pays-Bas (Nederlandse Top 40)   | 34                 |
| Pays-Bas (Single Top 100)       | 48                 |
| Pays-Bas (Nationale Airplay)    | 14                 |